# Escandia
Escandia là một chi bướm đêm thuộc họ Noctuidae.